# Мызово
Мы́зово (укр. Мизове) — село в Старовыжевской поселковой общине Ковельского района Волынской области Украины.
До 2020 года входило в Старовыжевский район.
Код КОАТУУ — 0725082901. Население по переписи 2001 года составляет 1093 человека. Почтовый индекс — 44452. Телефонный код — 3346. Занимает площадь 5,196 км².